# 帮洲街道
帮洲街道原为中国福建省福州市台江区西南部的一个街道，2004年并入苍霞街道。

## 名称由来
帮洲地区在北宋前一直位于闽江江面以下。北宋起江面泥沙冲积并渐渐形成陆洲。由于东南邻苍霞洲、北邻义洲，被民众取名叫帮洲。